# Zwijgspiraal
De zwijgspiraaltheorie is een theorie uit de communicatiewetenschappen, ontwikkeld door de Duitse wetenschapster Elisabeth Noelle-Neumann. De theorie van de zwijgspiraal gaat uit van de grote macht van de media, die afwijkende meningen ontmoedigt en laat uitsterven in een zwijgspiraal. Volgens Neumann moet men zoeken naar de effecten van alle boodschappen en niet naar de effecten van enkele boodschappen. Zij zette zich af tegen het heersende model, gebaseerd op het model van Klapper (1960).

## Effect van TV
Dat onderzoekers er in het algemeen niet in slaagden de grote effecten van de media aan te tonen, kwam volgens haar door de onderzoekers die onvoldoende rekening hebben gehouden met het feit dat communicatie trapsgewijs plaatsvindt. Aangezien tv-kijkers hun verworven kennis en meningen overbrengen op de niet-kijkers, konden onderzoekers geen verschillen vinden tussen beide, en konden zij de veronderstelde effecten van de televisie op het publiek niet aantonen.
Dat televisie geen invloed zou hebben op het publiek vergelijkt Neumann met een gecamoufleerde olifant. De effecten zijn zo gigantisch groot dat we ze juist daarom niet kunnen waarnemen.

## Uitgangspunten van de zwijgspiraaltheorie
1. Mensen zijn irrationeel; zij gaan op hun gevoelens af;
2. De macht van de media is groot, voornamelijk als het type medium selectief gebruik bemoeilijkt, zoals bij televisie, wat volgens Neumann een non-selectief medium is (er waren in de tijd van Neumann meer kranten waar de consument uit kon kiezen, dan dat er televisiezenders waren);
3. De invloed van de media is slecht en verwerpelijk;[bron?]
4. Mensen leven voortdurend met de angst voor sociale isolatie. Een mening uiten die niet door het merendeel van de bevolking gedeeld wordt en dus geen draagvlak heeft, zou sociale isolatie kunnen veroorzaken. Daaruit groeit de neiging zich aan te sluiten bij de heersende opvattingen zodat andere opvattingen uitsterven.

## Drie factoren
Volgens de zwijgspiraaltheorie zijn er drie factoren: cumulatie, consonantie en openbaarheid, die de werking van de media bepalen en haar zo machtig maken.
1. Cumulatie: mediaboodschappen worden steeds herhaald (een onderwerp komt in de krant, op televisie, op internet). De kans dat iemand het bericht niet gehoord heeft, is klein aangezien de berichtgeving ook op regelmatige tijdstippen herhaald wordt (elk uur een nieuwsbulletin).
2. Consonantie: mensen conformeren zich aan de heersende opvattingen uit angst voor sociale isolatie, ze spannen zich in om in de pas te blijven met de publieke opinie, zoals zij die waarnemen. Dit geldt ook voor de zenders, want zij houden rekening met de opinie, journalisten beslissen welke onderwerpen nieuwswaarde hebben en welke niet. De selectiecriteria van journalisten zijn vaak gelijklopend en zij conformeren zich ook aan de heersende opvattingen, waardoor de verslaggeving over bepaalde gebeurtenissen in de verschillende media in grote mate overeenstemt. ‘Pack journalism’ duidt op dit verschijnsel.
3. Openbaarheid: De mens is volgens Neumann sterk afhankelijk van zijn omgeving. Het individu vormt een eigen mening met behulp van de informatie over deze omgeving, die ze verkrijgt via de massamedia. Doordat de media in de openbaarheid opereren en een steeds groeiend aantal mensen bereiken, kunnen ze een zwijgspiraal in gang zetten en voeden. Wie denkt dat zijn mening aansluit bij de heersende opvattingen zal eerder geneigd zijn, zijn mening in de openbaarheid te brengen dan degenen, die daar niet van overtuigd zijn.

## Essentie van de zwijgspiraaltheorie
1. Mensen zijn bang voor sociaal isolement;
2. Om isolatie te voorkomen, houden ze het opinieklimaat in hun omgeving nauwkeurig in de gaten
3. Informatie over het opinieklimaat in de omgeving verkrijgen zij uit twee bronnen:
  - persoonlijke observatie/interpersoonlijke communicatie
  - de massamedia, met name de televisie[1]
4. De massamedia verspreiden een vrij synchroon beeld van de werkelijkheid
5. Na verloop van tijd zullen nog maar enkele mensen een mening blijven verkondigen die tegen de heersende publieke opinie ingaat. De oppositionele mening is ten onder gegaan aan de zwijgspiraal. Maar mensen vormen de harde kern. Zij kunnen een nieuw spiraalproces op gang brengen, waardoor een andere mening op den duur uitsterft.